# Puigsacalm
El Puigsacalm és una muntanya de 1.515 metres que es troba al municipi de la Vall d'en Bas, a la Garrotxa. És el punt més alt de la Serralada Transversal, una muntanya emblemàtica, amb unes excel·lents vistes als cims i les serres del Principat.
Hi ha diverses maneres de fer el cim, però les vies més utilitzades són les següents:
- Des de la collada de Bracons a 1.132 metres, passant per la font Tornadissa.
- Des de Joanetes, a 600 metres, passant pel Puig dels Llops. Tanmateix, hi ha tres variants: per la Mare de Déu de les Olletes, o per algun dels dos camins "dels ganxos".

Al cim s'hi pot trobar un vèrtex geodèsic (referència 29409001).
Aquest cim està inclòs al llista dels 100 cims de la FEEC. 

## Determinació de la longitud del metre
Aquest cim va formar part de la colla de vèrtexs on es van prendre dades i s'hi van fer triangulacions, a finals del segle XVIII, per mesurar amb precisió el meridià terrestre que passa per Dunkerque, París i Barcelona. Això va permetre determinar la longitud del metre.

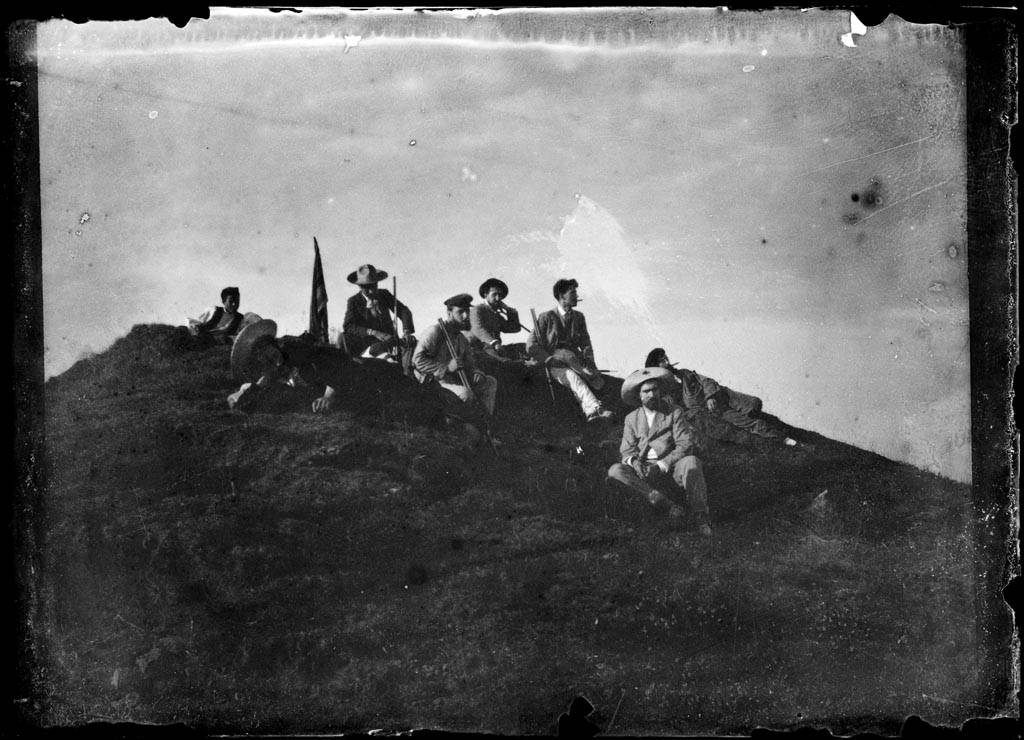
Grup d'homes al cim del Puigsacalm. Màrius Aguirre i Serrat-Calvó (entre 1888 i 1910).